# Poseidon (Schiffstyp)
| Serie Rudolf Diesel Typ Poseidon-271 / Poseidon-280 | Serie Rudolf Diesel Typ Poseidon-271 / Poseidon-280 |
| --------------------------------------------------- | --------------------------------------------------- |
|                                                     |                                                     |
| Technische Daten (Überblick)                        |                                                     |
| Werft:                                              | VEB Schiffswerft "Neptun", Rostock                  |
| Vermessung:                                         | 5735 BRT / 2992 NRT (3453 BRT / 1887 NRT)           |
| Tragfähigkeit:                                      | 7486 t (5106 t)                                     |
| Länge über Alles:                                   | 120,60 m                                            |
| Länge zwischen den Loten:                           | 113,08 m                                            |
| Breite:                                             | 17,60 m                                             |
| Seitenhöhe:                                         | 9,90 m                                              |
| Tiefgang:                                           | 7,83 m (6,39 m)                                     |
| Antrieb:                                            | 1× Dieselmotor auf 1× Verstellpropeller             |
| Gesamtleistung:                                     | 5300 kW / 4000 kW                                   |
| Geschwindigkeit:                                    | 16 bis 17 Knoten                                    |
| Besatzung:                                          | 26 + 4 Passagiere                                   |
| Volldecker (Freidecker)                             |                                                     |

Der Frachtschiffstyp Poseidon, auch Serie Rudolf Diesel genannt, ist ein Schiffstyp der Schiffswerft „Neptun“.

## Geschichte

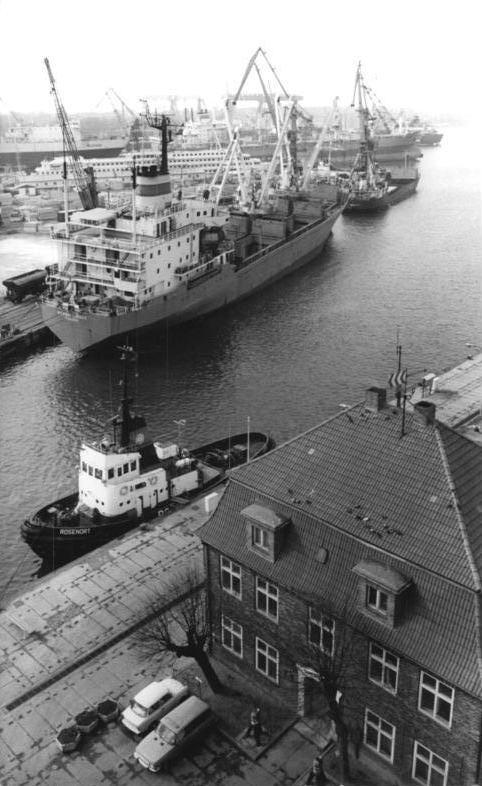
Seitenansicht Typ Poseidon

Der Schiffstyp stellt einen vielseitig einsetzbaren Stückgutschiffstyp dar, mit dem außer herkömmlichen Stück- und Schüttgütern auch Container, Früchte und Kühlladungen transportiert werden können. Hergestellt wurde die Serie von 1975 bis 1980 in neunzehn Einheiten. Sie gliederte sich in den Typ Poseidon-271 und den weiterentwickelten Typ Poseidon-280 auf. Entwickelt wurde der Typ Poseidon für die Levantefahrt. Dort wurden die Schiffe anfangs hauptsächlich auch eingesetzt; später fand man die Frachter in der weltweiten Trampfahrt. Die komplette Serie wurde für die Deutsche Seereederei gebaut. Die acht nach der Rudolf Diesel gebauten Schiffe erhielten Namen von Ortschaften in der DDR, die mit „-walde“ endeten, die letzten zehn Schiffe wurden nach Seen in der DDR benannt.
Erstes Schiff und Namensgeber der Serie war die am 30. August 1975 an die DSR übergebene Rudolf Diesel mit der Baunummer 271. Sie wurde bis 2004/05 betrieben und am 13. März 2005 aus dem Register gelöscht. Letztes Schiff der Serie war die am 31. August 1980 übergebene Trenntsee mit der Baunummer 289. Sie fährt seit dem 13. Februar 2006 als Marina unter kambodschanischer Flagge.
Mehrere Schiffe dieser Serie gingen verloren (siehe Tabelle). Die Arendsee wurde am 30. Juli 1984 im Hafen von Luanda durch zwei Haftminen schwer beschädigt, provisorisch gehoben und am 5. September 1984 vor der angolanischen Küste versenkt. Die dritte Haftmine explodierte nicht, deren Explosion hätte das Schiff aber so schwer beschädigt, dass es binnen weniger Minuten gesunken wäre. Es gab bei diesem Terroranschlag keine Opfer. Die restlichen Schiffe dieser Baureihe wurden überwiegend nach 25 bis 30 Dienstjahren an Abbrecher verkauft. Eine Handvoll der Schiffe ist bis heute in Fahrt.

## Technik

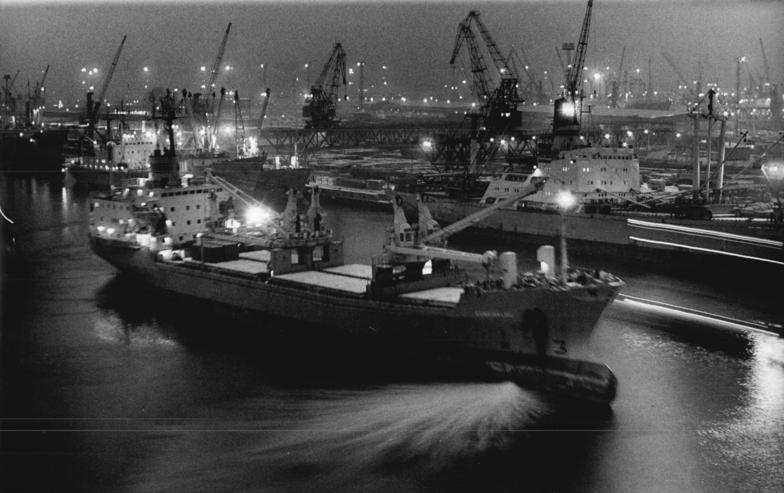
Nachtansicht Typ Poseidon

Hauptantrieb der Rudolf Diesel und der letzten zehn Schiffe ist ein vom VEB Maschinenbau Halberstadt entwickelter mittelschnelllaufender Viertakt-Dieselmotor mit der Bezeichnung 12 VD48/42AL-2. Er entwickelte eine Leistung von etwa 5300 kW bei 500/min und gab diese über ein Untersetzungsgetriebe auf 174/min reduziert auf eine Verstellpropelleranlage des Herstellers VEB Dieselmotorenwerk Rostock und einen Wellengenerator ab. Der Motortyp wurde oft als „V-Waffe“ tituliert. Die restlichen Schiffe werden von einem in MAN-Lizenz gefertigten 4000-kW-Dieselmotor des Typs K6Z 57/80F des Herstellers VEB Maschinenbau Halberstadt angetrieben. Die Maschinenanlage ist automatisiert und für 24-stündigen wachfreien Betrieb ausgelegt. Außer dem Wellengenerator mit 800 kW standen zwei Dieselgeneratoren – Typ SKL – 6 VD 26/20 AL-1 mit 500 kW und Typ SKL – 6 VD 36/24 A-1 mit 375 kW – zur Verfügung. Die An- und Ablegemanöver wurden durch ein 375-kW-Bugstrahlruder unterstützt. Die Reichweite des Schiffstyps lag bei etwa 10.000 Seemeilen.
Die in Sektionsbauweise zusammengefügten Rümpfe der Schiffe besitzen einen Wulstbug und ein leicht abgerundetes Spiegelheck. Das Deckshaus ist teilklimatisiert.
Die vier Laderäume haben einen Rauminhalt von 8667 m³ Kornraum und 8223 m³ Ballenraum und ein Zwischendeck. Es ist ein Kühlladeraum mit 471 m³ vorhanden. Die ersten neun Schiffe verfügen über fünf elektrohydraulische 8-Tonnen-Bordwippkräne. Die späteren Schiffe erhielten fünf elektrohydraulische-12,5-Tonnen-Bordwippkräne. Die Kräne waren aufgeteilt in zwei Gemini-Doppelkräne und einen Einzelkran. Die Containerkapazität beträgt 148 TEU, davon 110 TEU im Raum und 38 TEU an Deck.

## Schiffe der SerieRudolf Diesel
| Objekt-/ Baunummer | IMO     | Name          | Rufzeichen | Stapellauf/ Indienstst. | spätere Namen                                                         | Verbleib | Bild | Bemerkung |
| ------------------ | ------- | ------------- | ---------- | ----------------------- | --------------------------------------------------------------------- | --- | ---- | --- |
| Poseidon 271       |         |               |            |                         |                                                                       | |      | |
| 271/1321           | 7435888 | Rudolf Diesel | DDZA/Y5LA  | 15.01.1975 / 30.08.1975 | Eco Sherin, Arabia, Almirante Luis Brion, Mustafa S., Tania Del Mar   | 2004/05 bei Lloyds ohne Eigner- und Flaggenangabe |      | Viertakt-Diesel 12 VD 48/42 AL-2, Halberstadt, September 1975 schwere Maschinenhavarie, Risse im Fundament, 1976 nachträglicher Einbau Bugstrahlruder, Klassifizierung: DSRK KM Ice 4 Aut 24 |
| 272/1331           | 7514907 | Fürstenwalde  | DDZC/Y5LC  | 29.08.1975 / 29.02.1976 | Lucky Ocean, Lucky Oceans, Glorious, Dragon                           | 10. Dezember 2000 an Xinhui zum Abbruch |      | Zweitakt-Diesel K 6 Z 57/80 F, MAN-Lizenz, Halberstadt |
| 273/1332           | 7523221 | Luckenwalde   | DDZD/Y5LD  | 13.11.1975 / 29.04.1976 | Saint Thomas, Semele                                                  | Am 7. November 1999 nach Kollision mit bulgarischen Bulker Shipka (25.662 BRZ) der auf Reede vor Ahirkapi/Marmarameer lag, gesunken. Die Besatzung der Semele wurde gerettet.                                             |      | Zweitakt-Diesel K 6 Z 57/80 F, MAN-Lizenz, Halberstadt |
| 274/1333           | 7532832 | Cunewalde     | DDZE/Y5LE  | 13.01.1976 / 30.07.1976 | Fortune Ocean, Golden Sailing, Golden Wealth                          | 2004/05 bei Lloyds ohne Eigner- und Flaggenangabe |      | Zweitakt-Diesel K 6 Z 57/80 F, MAN-Lizenz, Halberstadt |
| 275/1364           | 7608540 | Eichwalde     | DDZF/Y5LF  | 30.04.1976 / 25.10.1976 | Dan Dong, Weihang 8                                                   | 2004 registriert und in Fahrt (?) |      | Zweitakt-Diesel K 6 Z 57/80 F, MAN-Lizenz, Halberstadt |
| 276/1365           | 7617773 | Liebenwalde   | DDZG/Y5LG  | 27.08.1976 / 31.01.1977 | Leonidas K, Litsa K, Iremia, Magi                                     | Am 18. August 2002 gesunken auf der Position 18° 46′ N, 65° 25′ O 282 Meilen vor Ras Madakrah nach Wassereinbruch auf Reise von Kandia nach Mogadischu mit Reis, Zucker und Stahl. Die 22 Mann Besatzung wurden gerettet. |      | Zweitakt-Diesel K 6 Z 57/80 F, MAN-Lizenz, Halberstadt |
| 277/1366           | 7627728 | Schönwalde    | DDZH/Y5LH  | 09.10.1976 / 30.03.1977 | Mico, Kuraka, Ocean Venture I, Ocean Venture, Asian Express           | Am 11. Juni 2013 auf der Reise von Pakistan zu den Malediven im Arabischen Meer gesunken. Die 22 Besatzungsmitglieder wurden gerettet.                                                                                    |      | Zweitakt-Diesel K 6 Z 57/80 F, MAN-Lizenz, Halberstadt |
| 278/1367           | 7638179 | Mittenwalde   | DDZI/Y5LI  | 31.01.1977 / 29.06.1977 | St. Pierre, OTS Uranus                                                | Ab 15. Februar 2003 an Abbrecher in Xinhui/VR China, Abbruch aber erst nach April 2004 (?) |      | Zweitakt-Diesel K 6 Z 57/80 F, MAN-Lizenz, Halberstadt |
| 279/1368           | 7706744 | Geringswalde  | DDZJ/Y5LJ  | 20.05.1977 / 30.09.1977 | Green Island                                                          | 2009 zum Abbrechen nach Indien verkauft. |      | Zweitakt-Diesel K 6 Z 57/80 F, MAN-Lizenz, Halberstadt |
| Poseidon 280       |         |               |            |                         |                                                                       | |      | |
| 280/1369           | 7723091 | Arendsee      | DDZB/Y5LB  | 25.11.1977 / 23.05.1978 |                                                                       | Am 30. Juli 1984 in Luanda durch Haftmine schwer beschädigt, große Teile der Ladung gesichert und auf die Rudolf Diesel umgeladen, am 5. September 1984 vor der Küste auf 533 Meter Tiefe versenkt.                       |      | Viertakt-Diesel 12 VD 48/42 AL-2, Halberstadt |
| 281/1384           | 7803827 | Blankensee    | DDZK/Y5LK  | 30.01.1978 / 30.06.1978 | Costas S, Jin Ji Shan                                                 | Ende 2009 in Fahrt |      | Viertakt-Diesel 12 VD 48/42 AL-2, Halberstadt |
| 282/1385           | 7803839 | Fleesensee    | DDZL/Y5LL  | 19.05.1978 / 30.09.1978 | Daesong, Blue Mar, Chong Ryon San, Eastern Sky, erneut Chong Ryon San | April 2003 in Jianngyin/VR China abgebrochen |      | Viertakt-Diesel 12 VD 48/42 AL-2, Halberstadt |
| 283/1386           | 7813418 | Kölpinsee     | DDZM/Y5LM  | 31.07.1978 / 30.12.1978 | Corto,Orto I, Kolpin, Sotavento, erneut Kolpin, Khensu I, Falcon I    | Am 1. März 2004 in Alang auf den Strand gesetzt, ab 2. März abgebrochen. |      | Viertakt-Diesel 12 VD 48/42 AL-2, Halberstadt |
| 284/1387           | 7818444 | Müggelsee     | DDZN/Y5LN  | 11.11.1978 / 28.02.1979 | Eco, Samsun, Orchit, Lady Astrid                                      | Ab 23. Februar 2001 an Mumbai, abgebrochen |      | Viertakt-Diesel 12 VD 48/42 AL-2, Halberstadt; Am 21. September 1995 brach auf der Position 50° 22′ N, 0° 42′ O die Kurbelwelle, im Schlepp zurück nach Hamburg. Der Schaden betrug 3 Millionen DM bei einem Versicherungswert des Schiffes von 3,5 Millionen DM. Von der Versicherung als Totalverlust eingestuft.                                                                           |
| 285/1388           | 7824027 | Werbellinsee  | DDZO/Y5LO  | 26.01.1979 / 15.05.1979 | St. George, Rio Neveri                                                | am 21. Mai 1999 an San Juan, Puerto Rico, abgebrochen |      | Viertakt-Diesel 12 VD 48/42 AL-2, Halberstadt, Ankunft in San Juan/Puerto Rico am 19. Juni 1998 und am 31. Juli 1998 dort arrestiert. Am 24. September 1998 durch Taifun Georges wurde das Schiff von den Ankern gerissen und strandete im Flachwasser des Hafens. Die Bordkräne wurden zerstört und das Schiff zum Totalverlust erklärt und am 21. Mai 1999 an örtliche Abbrecher übergeben. |
| 286/1389           | 7906978 | Inselsee      | DDZN/Y5LP  | 12.04.1979 / 30.07.1979 | Montana Lido, Jobis, Carthage, Princess Shahinaz, Arwad Island        | gestrichen 2005/06 (?) |      | Viertakt-Diesel 12 VD 48/42 AL-2, Halberstadt |
| 287/1390           | 7932680 | Schwielowsee  | DDZQ/Y5LQ  | 29.06.1979 / 30.10.1979 | Chang Wang                                                            | März 2010 in Fahrt |      | Viertakt-Diesel 12 VD 48/42 AL-2, Halberstadt |
| 288/1391           | 8031055 | Rhinsee       | Y5LR       | 03.08.1980 / 26.06.1980 | Saoussan                                                              | Ab März 2002 abgebrochen |      | Viertakt-Diesel 12 VD 48/42 AL-2, Halberstadt |
| 289/1392           | 8031067 | Trentsee      | Y5LS       | 31.08.1980 / 26.06.1980 | St. Martin, Rio Aroa, Blue Turtle, Leomar, Lady Nora, Marina          | 2011 in die Türkei zum Abbrechen |      | Viertakt-Diesel 12 VD 48/42 AL-2, Halberstadt |